# Francesca Lia Block
Francesca Lia Block (n. 3 decembrie 1962, Los Angeles, California, SUA) este o scriitoare americană, autoare a mai multor cărți pentru adolescenți. Este cel mai bine cunoscută pentru seria de cărți Weetzie Bat⁠(d). Francesca a scris prima ei carte, Weetzie Bat, în timp ce era studentă la Universitatea Berkeley din California.
Francesca s-a născut în Los Angeles; mama ei a fost poetă iar tatăl ei pictor. Creativitatea lor artistică a avut o mare influență asupra a ceea ce a scris ulterior Francesca. O altă influență a fost dragostea ei pentru mitologia greacă și basme în perioada copilăriei.
Francesca Lia Block este membră a organizațiilor profesionale Authors Guild⁠(d) și Sindicatul Scenariștilor Americani.

## Lucrări publicate

### Seria Weetzie Bat
1. Weetzie Bat (1989)
2. Witch Baby (1991)
3. Cherokee Bat and the Goat Guys (1992)
4. Missing Angel Juan (1993)
5. Baby Be-Bop (1995)
6. Colier de sărutări (2005)

### Colecțiile Weetzie Bat
- Îngeri periculoși: Cărțile liliecilor Weetzie (colecție) (1998)
- Beautiful Boys: Two Weetzie Bat Books (colecție) (2004)
- Goat Girls: Two Weetzie Bat Books (colecție) (2004)

### Romane
- Ecstasia (1993)
- Spânzuratul (1994)
- Primavera (1994)
- Am fost o zână adolescentă (1998)
- Violet și Claire (1999)
- Echo (2001)
- Wasteland (2003)
- Ruby (2006)
- Psyche In A Dress (2006)
- House Of Hearts (2022)

### Colecții
- Moon Harvest: Poems (poezii; 1978)
- Season of Green: Poems (poezii; 1979)
- Girl Goddess #9: Nine Stories (1996)
- Nymph: Nine Erotic Stories (2000)

### Non-ficțiune
- Zine Scene: the do it yourself guide to zines  (1998)
- Guarding the Moon: A Mother's First Year (2003)